# Rasmus Andersson
Rasmus Andersson (Malmö, Suecia, 27 de octubre de 1996) es un jugador profesional sueco de hockey sobre hielo que se desempeña en la posición de defensor derecho en Calgary Flames, equipo de la National Hockey League (NHL).

## Carrera
Fue seleccionado en la segunda ronda en la NHL Entry Draft de 2015. En 2016 hizo su debut profesional con el equipo Calgary Flames, donde lleva jugando ocho temporadas.